# Бочковская, Лиана Леонидовна
Лиана Леонидовна Бочковская (укр. Ліана Леонідівна Бочковська; род. 1 декабря 1992 года) — украинская футболистка, защитник клуба «Пантеры».

## Клубная карьера
Активно начала заниматься футболом в седьмом классе. Бочковская принимала участие в Спартакиаде города по футболу и после одной из игр тренер женской команды Владимир Керносенко пригласил её на тренировки. Она согласилась на предложение Владимира Брониславовича и пришла на тренировку, и с того времени Лиана постоянно в футболе.
В одном из турниров команды пришёл тренер девичьей сборной Украины до 17 лет и по совместительству тренер КОЛИСПы Василий Мамчур и пригласил Бочковскую приехать к ним на просмотр. После просмотра Бочковскую взяли на обучение в КОЛИСПу с восьмого класса.
С 2010 года Бочковская начала выступать в чемпионате Украины за команду «Родина» из Костополья. После трёх сезонов Лиана перешла в другой украинский клуб — черниговскую «Легенду». В 2015 году Лиана расторгла контракт с клубом и отыграла сезон в «Пантерах» из Уманьи. В 2016 году выступала за ЖФК «Астана».

## Карьера в сборной
В 2008 году сыграла два матча за сборную Украины до 17 лет и забила 1 гол.